# Sialis annae
Sialis annae là một loài côn trùng trong họ Sialidae thuộc bộ Megaloptera. Loài này được Vshivkova miêu tả năm 1979.